# Gymnostachyum spiciforme
Gymnostachyum spiciforme là một loài thực vật có hoa trong họ Ô rô. Loài này được (Elmer) Merr. mô tả khoa học đầu tiên năm 1920 publ. 1921.